# Emeringen

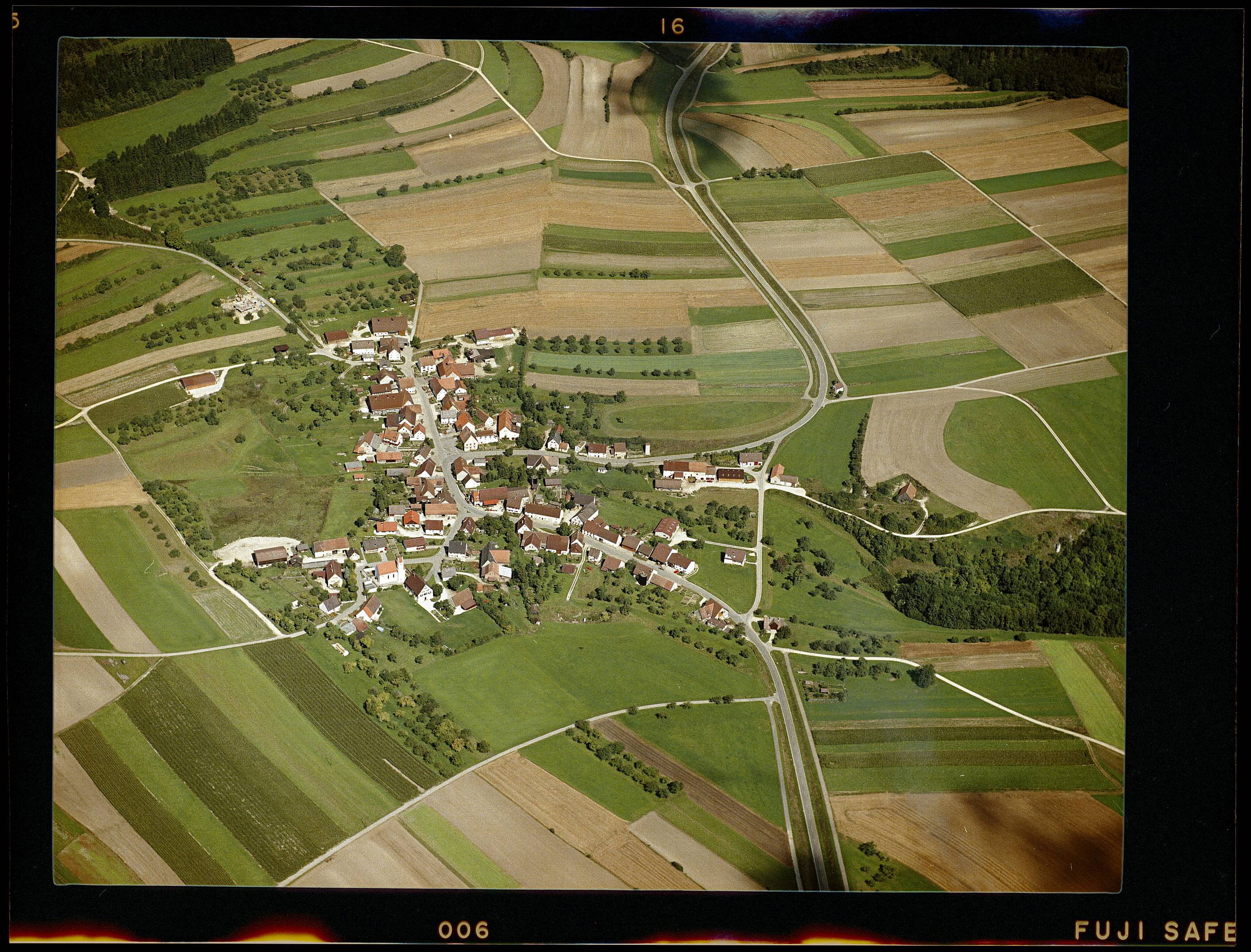
Luftbild von Emeringen (1985)

Emeringen ist eine kleine Gemeinde auf der Schwäbischen Alb südwestlich von Ulm in Baden-Württemberg (Deutschland). Sie gehört der Verwaltungsgemeinschaft Munderkingen an.
Emeringen ist nach Böllen die zweitkleinste Gemeinde Baden-Württembergs. Ehrenamtliche Bürgermeisterin ist aktuell Claudia Schulze. Der Gemeinderat besteht aus acht Mitgliedern.

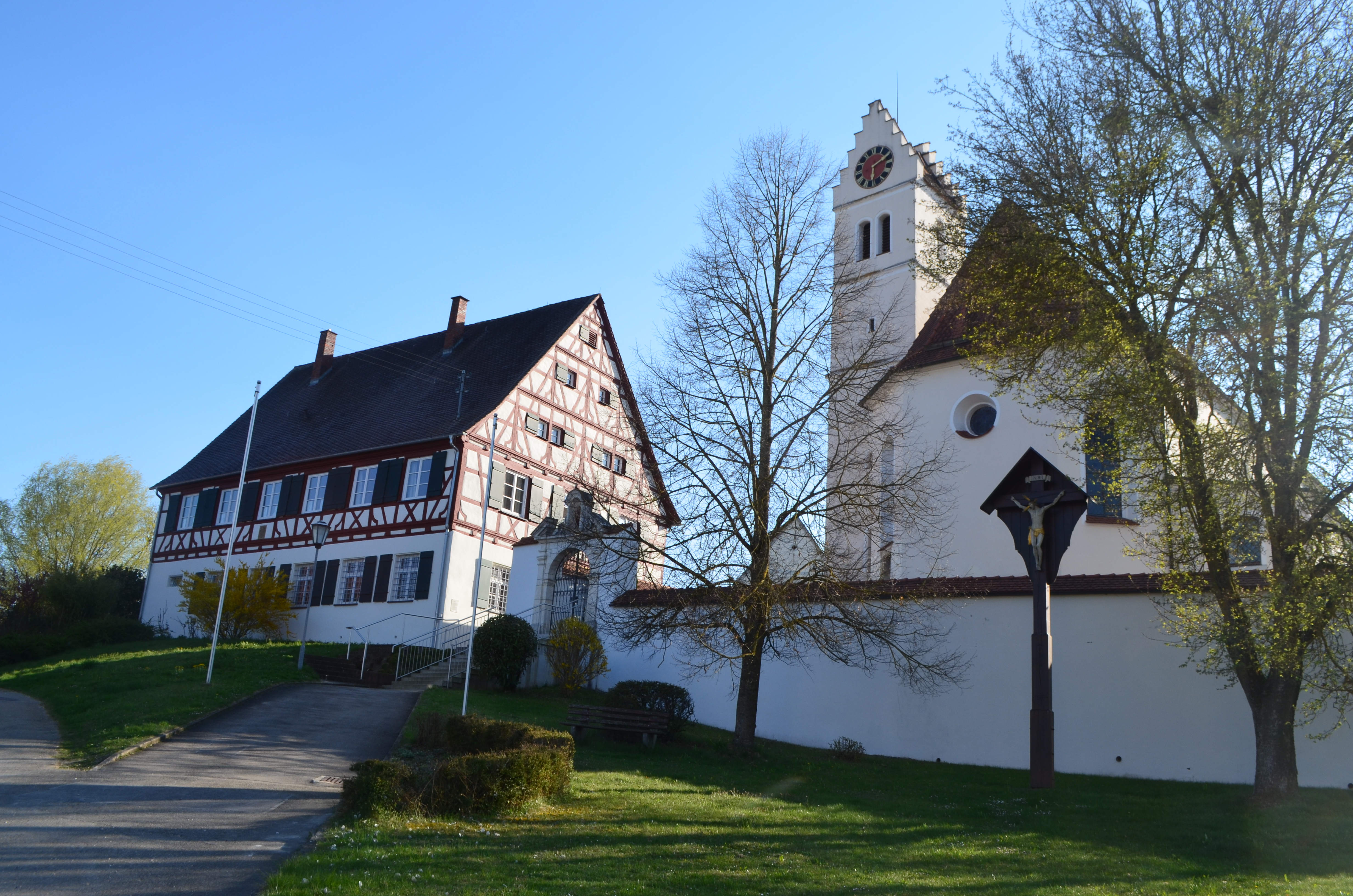
Pfarrkirche St. Urban mit Pfarrhaus

## Geografie

### Nachbargemeinden
Emeringen grenzt im Süden an den Landkreis Biberach mit der Stadt Riedlingen, im Westen an den Landkreis Reutlingen mit den Städten Zwiefalten und Hayingen und im Norden und Osten an die Stadt Ehingen, die Gemeinden Lauterach, Rechtenstein und Obermarchtal.

### Schutzgebiete
In Emeringen liegen die Naturschutzgebiete Guggenbühl, Braunsel und Flusslandschaft Donauwiesen zwischen Zwiefaltendorf und Munderkingen. Weitere Landschaftsteile sind als Landschaftsschutzgebiet Emeringen ausgewiesen. Überdies hat die Gemeinde Anteil am FFH-Gebiet Donau zwischen Munderkingen und Riedlingen und am Vogelschutzgebiet Täler der Mittleren Flächenalb.

## Geschichte

### Vom Mittelalter bis zur Säkularisation
Südlich von Emeringen wurde im frühen Mittelalter ein Reihengräberfeld angelegt, das in die Zeit der Merowinger fällt.
Ursprünglich gehörte das Dorf zur Oberhoheit der Herren von Steusslingen, einem Zweig aus dem Geschlecht derer von Gundelfingen. Seit dem 13. Jahrhundert nahmen unter anderem die Herren vom Stain verschiedene Teile des Ortes zu Lehen, die sie bis zum 17. Jahrhundert hielten.
1292 übergab Markgraf Heinrich von Burgau dem Kloster Zwiefalten um 45 ½ Mark Silber das Eigentumsrecht einiger Besitzungen zu Emeringen, die Berchtolt von Dachsberg (Dienstmann von Graf Heinrich von Veringen) innehatte.
Allmählich erwarb die Reichsabtei Zwiefalten sämtlichen Besitz am Ort und übte seit dem späten 17. Jahrhundert dort auch die gesamte hohe und niedere Gerichtsbarkeit aus.

### Seit der Zugehörigkeit zu Württemberg
Mit der Säkularisation der Reichsabtei Zwiefalten fiel Emeringen an das Kurfürstentum Württemberg, welches 1806 zum Königreich erhoben wurde. Noch bis 1810 unterstand Emeringen dem neuen württembergischen Oberamt Zwiefalten. Seit 1810 war Emeringen für mehr als ein Jahrhundert dem Oberamt Münsingen zugeordnet. Während der NS-Zeit in Württemberg gelangte Emeringen 1938 zum Landkreis Ehingen. Im Jahre 1945 fiel der Ort an die Französische Besatzungszone und kam somit zum Nachkriegsland Württemberg-Hohenzollern, welches 1952 im Bundesland Baden-Württemberg aufging. Seit der Gebietsreform von 1973 ist die Gemeinde Emeringen Teil des Alb-Donau-Kreises.

### Religion
Auf Grund der Zugehörigkeit zur Reichsabtei Zwiefalten blieb Emeringen stets katholisch. Die katholische Gemeinde St. Urban mit einer Pfarrkirche aus dem Jahre 1625 gehört zur Seelsorgeeinheit Marchtal im Dekanat Ehingen-Ulm der Diözese Rottenburg-Stuttgart. Am Ortsausgang Richtung Zwiefaltendorf befindet sich die Kapelle St. Josef.

## Gemeinderat
Der Gemeinderat in Emeringen hat acht Mitglieder. Er besteht aus den ehrenamtlichen Gemeinderäten und dem Bürgermeister als Vorsitzendem. Der Bürgermeister ist im Gemeinderat stimmberechtigt. Bei der Kommunalwahl am 9. Juni 2024 wurde der Gemeinderat durch Mehrheitswahl aus einer Einheitsliste gewählt. Mehrheitswahl findet statt, wenn kein oder nur ein Wahlvorschlag eingereicht wurde. Die Bewerber mit den höchsten Stimmenzahlen sind dann gewählt. Die Wahlbeteiligung betrug 86,9 %.

## Sonstiges
Im Wahlkreis Emeringen gab es die höchste Wahlbeteiligung und den höchsten CDU-Stimmenanteil (rund 80 %) bei der Landtagswahl 2006.
Die Emeringer wurden in der Gegend gerne als „die Hummeler“ verspottet. In seinem humorvollen Dialektgedicht D Hummeler erzählt der Heimatdichter Michel Buck (1832–1888) genüsslich die Anekdote, warum sie zu diesem eigentümlichen Namen gekommen sind.
Nach Angaben von SWR 3 (Fernseh-Landesnachrichten vom 27. April 2018) ist Emeringen die Gemeinde mit dem höchsten Auspendler-Anteil in ganz Baden-Württemberg. Er beträgt etwa 60 %.

## Sehenswürdigkeiten
- Pfarrkirche St. Urban mit Pfarrhaus